# Megazostrodon
Megazostrodon là một loài động vật có vú đã tuyệt chủng được khám phá ra có nguồn gốc từ Nam Phi được chấp nhận rộng rãi là một trong những động vật có vú đầu tiên. Nó xấp xỉ 200 triệu năm tuổi. Megazostrodon rudnerae được phát hiện lần đầu tiên vào năm 1966 tại Lesentine, miền nam châu Phi, bởi nhà cổ sinh vật học và nhà khảo cổ học là Ione Rudner.
Tên khoa học đầy đủ của nó là Megazostrodon rudnerae có nghĩa là (theo nghĩa đen) có nghĩa là răng hàm răng lớn (từ chữ Hy Lạp: zostros-girdle và don-răng, chỉ về các răng hàm lớn bên ngoài, và hậu tố rudnerae đề cập đến người tìm ra nó là Ione Rudner. Họ của cô được đặt cho tên hậu tố của loài động vật này. Nó được mô tả đầu tiên bởi A.W. Crompton và F.A. Jenkins Jr năm 1968.

## Đặc điểm
Megazostrodon là một động vật giống loài thú cỡ nhỏ, phục dựng của chúng trong giống như loài chuột chù, với chiều dài từ 10 đến 12 cm (3,9 đến 4,7 in), chúng được cho là có thể ăn côn trùng và thằn lằn nhỏ. Loài được cho là đã có tập tính sống về đêm vì nó có bộ não lớn hơn nhiều so với họ hàng của nó và các khu vực mở rộng của não được tìm thấy là những vị trí có chức năng xử lý âm thanh và mùi. Điều này có lẽ là để tránh cạnh tranh sinh học với các loài bò sát hoặc trở thành con mồi của khủng long vốn đang thống trị trái đất hồi bấy giờ.
Mặc dù được coi là một động vật có vú (hay động vật có dạng thú), nhưng nó có một số đặc điểm không phải động vật có vú được thừa hưởng từ các tiền thân của nó: hai đốt sống đầu tiên (atlas và axis) vẫn chưa được sử dụng như ở các loài Cynodonts và nó chỉ có ba đốt sống thay vì năm đốt sống. Một cấu trúc gọi là interclavicle cũng hiện diện, một đặc điểm khác được thừa hưởng từ Cynodonts mà không phải loài thú (mammlian), và vẫn còn hiện diện trong các loài thuộc Bộ Đơn huyệt. Về sinh sản, giống như các loài động vật có nhau thai và có thể là Erythrotherium, Megazostrodon là loài duy nhất trong số các động vật có vú trong việc thiếu xương biểu mô. Có khả năng Megazostrodon, giống như tất cả các động vật có vú ban đầu và các loài đơn huyệt hiện đại là đã đẻ trứng.